# Histoire des Juifs en Indonésie
 (octobre 2023).
La mise en forme du texte ne suit pas les recommandations de Wikipédia : il faut le « wikifier ».
Les points d'amélioration suivants sont les cas les plus fréquents. Le détail des points à revoir est peut-être précisé sur la page de discussion.
- Les titres sont pré-formatés par le logiciel. Ils ne sont ni en capitales, ni en gras.
- Le texte ne doit pas être écrit en capitales (les noms de famille non plus), ni en gras, ni en italique, ni en « petit »…
- Le gras n'est utilisé que pour surligner le titre de l'article dans l'introduction, une seule fois.
- L'italique est rarement utilisé : mots en langue étrangère, titres d'œuvres, noms de bateaux, etc.
- Les citations ne sont pas en italique mais en corps de texte normal. Elles sont entourées par des guillemets français : « et ».
- Les listes à puces sont à éviter, des paragraphes rédigés étant largement préférés. Les tableaux sont à réserver à la présentation de données structurées (résultats, etc.).
- Les appels de note de bas de page (petits chiffres en exposant, introduits par l'outil «  Source ») sont à placer entre la fin de phrase et le point final[comme ça].
- Les liens internes (vers d'autres articles de Wikipédia) sont à choisir avec parcimonie. Créez des liens vers des articles approfondissant le sujet. Les termes génériques sans rapport avec le sujet sont à éviter, ainsi que les répétitions de liens vers un même terme.
- Les liens externes sont à placer uniquement dans une section « Liens externes », à la fin de l'article. Ces liens sont à choisir avec parcimonie suivant les règles définies. Si un lien sert de source à l'article, son insertion dans le texte est à faire par les notes de bas de page.
- La présentation des références doit suivre les conventions bibliographiques. Il est recommandé d'utiliser les modèles {{Ouvrage}}, {{Chapitre}}, {{Article}}, {{Lien web}} et/ou {{Bibliographie}}. Le mode d'édition visuel peut mettre en forme automatiquement les références.
- Insérer une infobox (cadre d'informations à droite) n'est pas obligatoire pour parachever la mise en page.

Pour une aide détaillée, merci de consulter Aide:Wikification.
Si vous pensez que ces points ont été résolus, vous pouvez retirer ce bandeau et améliorer la mise en forme d'un autre article.
Il existe une minuscule communauté juive d'une vingtaine de familles en Indonésie. Elle vit essentiellement à Surabaya, deuxième ville et deuxième port du pays et capitale de la province de Java oriental.

## Histoire

### Répartition
Selon le recensement officiel de 2010, 87,2 % des Indonésiens sont musulmans, 7 % protestants, 2,9 % catholiques, 1,7 % hindouistes, 1,3 % autres ou sans réponse, ce qui inclut le bouddhisme, le judaïsme et le christianisme orthodoxe.

### Origines  et évolution
Dans les années 1850, un émissaire de Jérusalem, Jacob Saphir, visite Batavia (aujourd'hui Jakarta) dans ce qui était alors les Indes néerlandaises et y rencontre un marchand juif d'Amsterdam qui lui cite le nombre de 20 familles juives hollandaises ou allemandes installées dans la ville, et de quelques autres Juifs à Semarang (centre de Java) et Surabaya. Ces familles sont peu religieuses. À la requête de cet émissaire, la communauté juive d'Amsterdam envoie un rabbin pour tenter d'organiser des communautés à Batavia et Semarang. Par la suite, des Juifs originaires de Bagdad et d'Aden viennent rejoindre leurs coreligionnaires dans la colonie néerlandaise. 
En 1921, l'émissaire sioniste Israel Cohen estime que 2 000 Juifs vivent à Java. Le gouverneur de Surabaya est alors un Juif, plusieurs autres membres de la communauté sont hauts fonctionnaires et d'autres négociants. Les Juifs de Bagdad, les plus religieux, forment le noyau dur de la communauté. Dans les années 1930, le nombre de Juifs originaires d'Europe de l'Est et de l'Union soviétique augmente. 
En 1957, il n'y a plus que 450 Juifs dans toute l'Indonésie, devenue indépendante en 1945. La communauté de Jakarta est principalement composée d'Ashkénazes, celle de Surabaya de Sépharades. En 1963, la communauté ne compte plus que 50 membres et en 1997, 20, une partie à Jakarta et le reste à Surabaya, où ils entretiennent une synagogue. Des réactions hostiles aux Juifs commencent à poindre dans les années 1980 et 1990 en réaction au conflit israélo-palestinien. En 2009, les islamistes indonésiens font fermer la synagogue centenaire de Surabaya en représailles à la Guerre de Gaza de 2008-2009, opération militaire israélienne menée contre le Hamas palestinien. Cette synagogue ne servait plus pour les offices mais était toujours utilisée lors des enterrements. Sur place, subsiste toujours un cimetière juif en mauvais état.
En 2010, seule une synagogue en fonction subsiste dans le pays. Située à Manado à l'extrémité nord de l'île des Célèbes elle est bâtie dans les années 2000 et est fréquentée par une dizaine de personnes. Dans cette ville dont la population est essentiellement d’obédience évangélique, un petit mouvement de retour vers leurs racines juive voit le jour parmi certains habitants descendants de juifs s'étant convertis à l'islam ou au christianisme à l'indépendance de l'Indonésie pour s'assurer leur tranquillité. Ils sont épaulés par le rabbin loubavitch de Singapour qui les guide dans le processus de conversion au judaïsme orthodoxe. Ce mouvement est vu d'un bon œil par les autorités locales. Les sympathies pro-juives et pro-israéliennes sont en effet fortes dans cette région où des mouvements évangéliques et charismatiques d'origine européenne et américaine se sont implantés dans les années 1990. Le gouvernement du Sulawesi du Nord a ainsi fait ériger sur les hauteurs de la ville une menorah de 18 mètres de haut en référence à celle ornant l'entrée de la knesset, le parlement israélien. Cette construction est en partie motivée par l'espoir de faire venir sur place des touristes et des hommes d'affaires européens. Selon certains experts, cet engouement croissant de la population locale pour des mouvements évangéliques pro-israéliens est une réaction à la montée en puissance de l'islam orthodoxe dans le reste de l'archipel. 

## Source
- Beth-Hatefutsoth : The Jewish Community of Indonesia)